# Grandes halles de Batthyány tér
Les Grandes halles de Batthyány tér (en hongrois : Batthyány téri nagycsarnok) sont un marché couvert situé dans le quartier de Víziváros du 1er arrondissement de Budapest sur Batthyány tér.